# Port au Père
Port au Père (en espagnol : Puerto Padre) est une ville et une municipalité de Cuba dans la province de Las Tunas.

## Géographie

### Situation
Puerto Padre se trouve dans la partie sud de l'île de Cuba, sur la côte nord. Par route, la ville est à 51 km nord-est de sa capitale de province Las Tunas, 203 km nord-ouest de Santiago de Cuba et 692 km sud-est de La Havane.

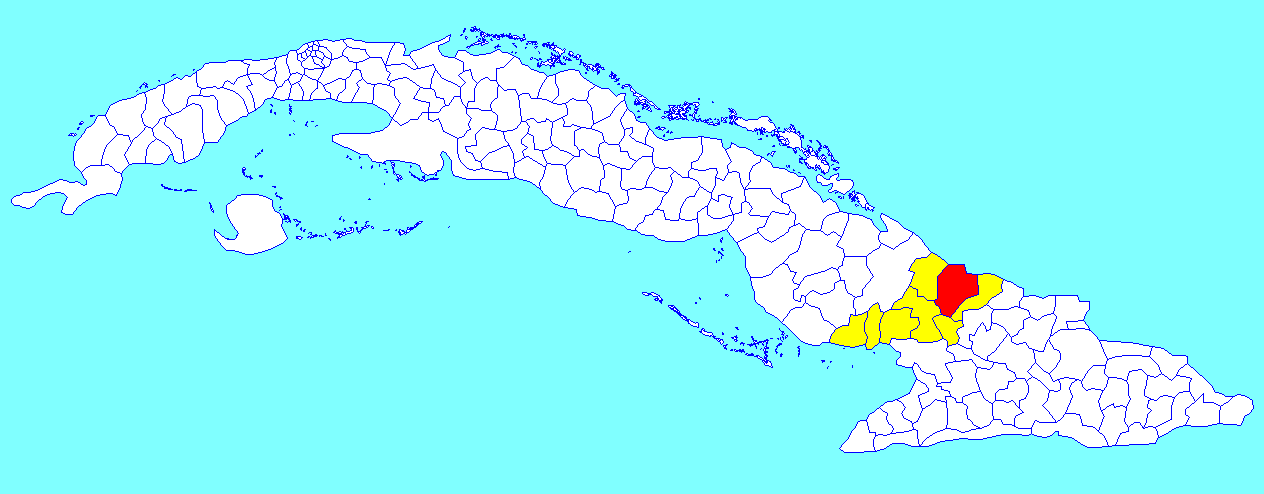
Puerto Padre dans la province de Las Tunas

### Divisions administratives
La municipalité comprend dix consejos populares :

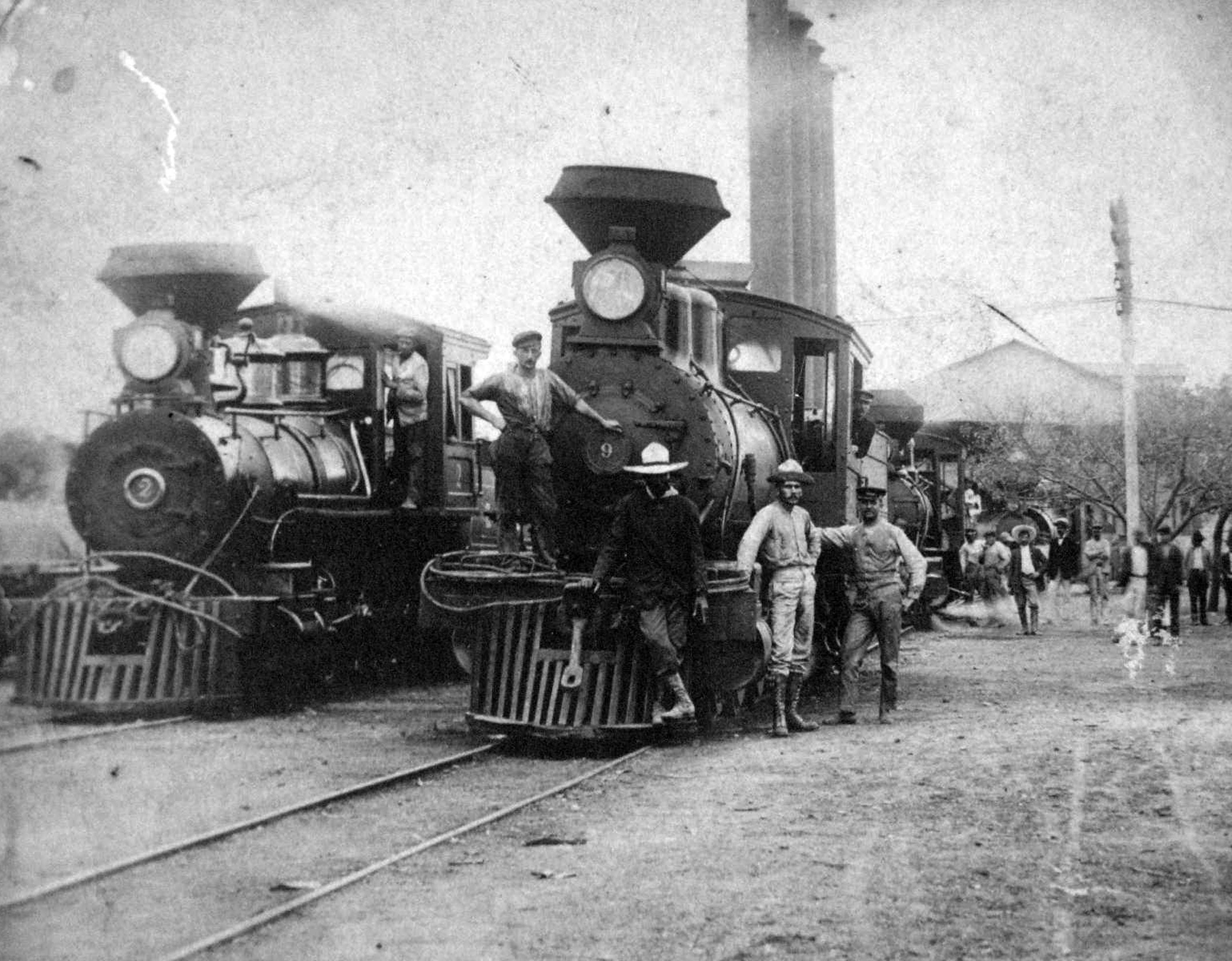
Gare à voie étroite de Chaparra (avant 1928)

- Malecón
- El Uvero
- Delicias
- La Viste
- Maniabón
- San Manuel
- El Yarey
- Piedra Hueca
- Canal Azul
- Plaza de la Revolución

## Démographie
Elle compte 92 469 habitants en 2014.
Avec une population estimée en 2022 à 90 218 habitants pour une surface de 1 106 km2, la densité est de 81,55 habitants/km².

## Personnalités nées à Puerto Padre
- Teófilo Stevenson (1952-2012), boxeur, champion olympique poids lourd en 1972 et 1976.